# Касаль, Хулиан дель
Хулиа́н дель Каса́ль (исп. Julián del Casal; 7 ноября 1863, Гавана — 21 октября 1893, Гавана) — кубинский поэт, крупнейший представитель испаноамериканского модернизма.

## Биография
Родился в семье землевладельца, выходца из Бискайи. В 5 лет лишился матери. Начал писать стихи с 18 лет; поступив на юридический факультет Гаванского университета и работая писарем в Министерстве финансов, вскоре оставил учение, чтобы посвятить себя литературе. В 1888 году дель Касаль отправился в Европу, мечтая посетить Париж; ему не удалось довести путешествие до конца, но, живя в Мадриде, он познакомился с ведущими поэтами Испании. Вернувшись в Гавану, поэт включился в литературную жизнь и в 1890 году выпустил первый сборник стихов «Листы по ветру» (Hojas al viento), написанных под влиянием испанского романтизма. Оставив государственную службу, он работал корректором и журналистом.
В 1891 году в Гавану приехал Рубен Дарио, крупнейший поэт испаноамериканского модернизма. Знакомство с ним произвело на дель Касаля огромное впечатление и дало новый импульс его поэзии; между ними завязалась дружба. В сборниках «Снег» (Nieve, 1892) и «Бюсты и рифмы» (Bustos y rimas, 1893, посмертно) дель Касаль эволюционировал в сторону парнасской, а затем и символистской поэтики. Его стихи отличаются глубоким пессимизмом, меланхолией, музыкальностью, изображением экзотических пейзажей.
21 октября 1893 года, когда поэт ужинал с друзьями, один из гостей рассказал анекдот, от которого у дель Касаля начался приступ неконтролируемого смеха, что вызвало расслоение аорты, кровотечение и скоропостижную смерть.

## Касаль в русских поэтических антологиях
- Кубинская поэзия. — М.: ГИХЛ, 1959. С. 108—109. (2 сонета)
- Поэзия Латинской Америки. — М.: Художественная литература, 1975. — Библиотека всемирной литературы. Серия третья. Т. 170. (2 стихотворения)
- Флейта в сельве. — М.: Художественная литература, 1977 (10 стихотворений)
- Антология кубинской поэзии XIX—XX вв. — М., 1982 (5 стихотворений)
- Строфы века-2. — М.: Полифакт, 1998 (3 сонета)
- Паноптикум. Опыт поэтической антологии. — Харьков: Лествица Марии, 1999 (4 стихотворения)
- Шедевры зарубежной любовной лирики. — Харьков: Фолио, 2005. (5 стихотворений)
- Шедевры любовной лирики: зарубежная поэзия. — М.: АСТ; Харьков: Фолио, 2005. — (Мировая классика) (5 стихотворений)
- Протей. Переводческий альманах. — Харьков: НУА, 2009. — Вып. 2. (33 произведения)
- Хулиан дель Касаль. Хосе Марти. Средь сумерек и теней. Избранные стихотворения. Пер. с исп. Сергея Александровского. — М.: Водолей, 2011. — 256 с. — (Звезды зарубежной поэзии). ISBN 978-5-91763-073-1 (59 произведений)

Переводы К. Азадовского, С. Александровского, С. Гончаренко, П. Грушко, И. Копостинской, А. Сергеева и др.